# Kłym Artamonow
Kłym Ihorowycz Artamonow (ukr. Клим Ігорович Артамонов; ur. 5 listopada 1993 w Kerczu) – ukraiński koszykarz, reprezentant kraju, występujący na pozycji rozgrywającego, obecnie zawodnik zespołu Kyjiw-Basket Kijów.

## Osiągnięcia
Stan na 14 kwietnia 2022, na podstawie, o ile nie zaznaczono inaczej.

### Drużynowe
- Wicemistrz II ligi rosyjskiej (2015)
- Brązowy medalista ligi itewskiej (2010)
- Finalista Superpucharu Ukrainy (2019)
- 3. miejsce w Pucharze Litwy (2010)

### Indywidualne
- Uczestnik meczu gwiazd ligi ukraińskiej (2017, 2018)
- Lider ligi ukraińskiej w
  - asystach (2015 – 6,6, 2017 – 6,3, 2018 – 7,2)
  - przechwytach (2015 – 2,5)

### Reprezentacja
Drużynowe
- Uczestnik:
  - kwalifikacji do Eurobasketu (2012/2013, 2016/2017)
  - uniwersjady (2017 – 15. miejsce)
  - mistrzostw Europy:
    - U–20 (2012 – 12. miejsce, 2013 – 18. miejsce)
    - U–18 (2010 – 14. miejsce, 2011 – 13. miejsce)
    - U–16 (2008 – 9. miejsce, 2009 – 15. miejsce)

Indywidualne
- Lider Eurobasketu:
  - U–20 w asystach (2012 – 5,3, 2013 – 6,2)[3][4]
  - U–18 w przechwytach (2011 – 3,3)[5]